# Albunea
Albunea (en llatí: Albunea) més coneguda amb el nom de Sibil·la Tiburtina, va ser, en la mitologia romana, una nimfa considerada una de les més famoses sibil·les de l'antiguitat romana, gràcies als seus dots profètics. El seu nom es deriva de les aigües blanquinoses (d'albinus, 'blanc') de la font on donava els oracles.
Lactanci explica que donava els seus oracles en un bosc a la vora de la ciutat de Tibur (avui Tívoli), al Laci, en el lloc on el riu Aniene salta en una cascada cap al Tíber i fa un soroll semblant a un tro, com els que provoca Júpiter. Molt a la vora hi ha un llac que llença vapors calents i sulfurosos que van fer creure als romans que en aquell racó hi havia la inspiració dels déus. Horaci també l'esmenta com a profetessa molt coneguda, i una deessa de les aigües de Tibur. A L'Eneida Albunea és una selva on hi havia una font d'aigües sulfuroses. Latinus hi va consultar l'oracle del déu Faune.
Servi Maure Honorat explica que els llibres d'aquesta sibil·la es conservaven amb els Llibres sibil·lins i els Carmina Marciana, entre la documentació oficial de la religió romana. A l'Edat Mitjana encara circulaven profecies atribuïdes a Albunea.
Aquest llac podria correspondre als actuals Bagni de Tivoli, banys de Tívoli, a uns sis quilòmetres de la ciutat, lloc conegut des de l'antiguitat romana i actualment centre d'aigües termals sulfuroses. Els habitants de Tibur li van erigir, al segle ii aC, el temple de la Sibil·la al capdamunt de la ciutat, per celebrar el seu culte, temple que encara es visible avui al costat del temple de Vesta.